# Санина, Таисия Леонидовна
Таиса (Таисия) Леонидовна Санина (сценический псевдоним — Татьяна Санина, 1923—2011) — артистка оперетты, народная артистка РСФСР (1978).

## Биография
Родилась в станице Абинская Краснодарского края.
В 1942—1945 училась в Ташкентской и Бакинской консерваториях.
В 1946—1948 работала в Рижском театре оперетты и параллельно училась в консерватории.
В 1948—1990 годах солистка Московского театра оперетты.  За годы работы театре оперетты Санина сыграла почти всех классических героинь: Марицу в «Марице», Теодору и Сюзанну в «Принцессе цирка», Нинон в «Фиалке Монмартра», Ганну Главари в «Веселой вдове» и др., а также часто выходила на сцену в спектаклях современных авторов. В «Принцессе цирка» она пела Теодору вместе с самым знаменитым Мистером Икс — Георгом Отсом. Но «коронной» ролью Т.Саниной была Сильва: более 500 раз она выходила на сцену в этой роли. 
Т.И.Шмыга в своей книге «Счастье мне улыбалось» вспоминала:
«Что касается Татьяны Саниной, то она была мало сказать красивой – она была настоящей красавицей. Помню, когда я впервые вышла играть в «Фиалке Монмартра», то просто онемела, увидев её – Санина пела тогда партию Нинон. Загляделась на неё настолько, что стояла и молчала – так она была хороша. И голос у неё был замечательный. Хотя в том спектакле «Фиалки» номер Карамболины был поставлен не столь блестяще, как потом, через несколько лет на Пушкинской, но всё равно Санина была в нём неотразима. Она была тогда признана лучшей Сильвой, с успехом пела и другие партии <...>. В жизни Татьяна Санина совсем не походила на опереточную актрису – она выглядела настоящей гранд-дамой. Красота этой стильной женщины с дивными чёрными волосами, гладко зачёсанными назад, была царственной. Но даже не она была главной, а нечто иное – то редкое, почти магическое свойство, которым Татьяна Санина привлекала к себе… Когда она выходила на сцену, на концертную эстраду, сразу становилось понятно – вышла королева. Если уж женщины отдавали ей должное, то что говорить о мужчинах – они просто немели от её красоты».
Последнем спектаклем Саниной стал «Большой канкан», посвященный 80-летию актрисы.
Умерла 28 января 2011 года в Москве в возрасте 87 лет. Похоронена на Востряковском кладбище.

## Семья
Первый муж — Всеволод Бобров. Второй муж — Михаил Иванович Гудков. Третий муж — Марк Евлампиевич Чеченин (1926—2010), кандидат технических наук.

## Творчество

### Роли в театре
- Сильва («Сильва» И. Кальмана)
- Марица («Марица» И. Кальмана)
- Теодора, Сюзанна («Принцесса цирка» И. Кальмана)
- Ганна Главари («Весёлая вдова» Ф. Легара)
- Анжель Дидье («Граф Люксембург» Ф. Легара)
- Олеся («Трембита» Ю. Милютина)
- Степанида («Сто чертей и одна девушка» Т. Хренникова)
- Кларисса («Баронесса Лили» Е. Хуски)
- Императрица Александра Фёдоровна («Белая Ночь» Т. Хренникова)
- Нинон («Фиалка Монмартра» И. Кальмана)
- Воеводина («Девичий переполох» Ю. Милютина)
- Лиза («Акулина» И. Ковнера).

## Признание и награды
- Народная артистка РСФСР (1978)
- Заслуженная артистка РСФСР (1960)
- Почётная грамота Правительства Москвы (2004)[7]